# Extreme Metal
Extreme Metal ist ein kultureller und musikalischer Abgrenzungs- und Oberbegriff im Spektrum des Metal.

## Geschichte
Der Ausdruck Extreme Metal etablierte sich in den 2000er-Jahren, griff dabei allerdings auf Entwicklungen der 1980er-Jahre zurück. Die Soziologin Deena Weinstein unterschied Metal 1991 in Lite-, Classic- und Speed/Thrash-Metal. Lite Metal, der melodische Elemente betont und Einflüsse aus Rockmusik und Blues beinhalten konnte, umfasste unter anderem Glam Metal, Sleaze Metal und Hard Rock. Der Classic Metal schloss den Heavy Metal und dessen Ausformulierungen ein. Bezeichnend ist für Weinstein ein episches Spiel, ein versierter Gesang und ein auf Virtuosität konzentriertes Spiel als Einfluss aus dem Progressive Rock. So umfasst der Begriff die New Wave of British Heavy Metal, Neoklassischen Metal, Power Metal und ähnliche Strömungen im Metal. Das dritte Feld fasste Weinstein als Speed/Thrash Metal zusammen. Hier seien die Einflüsse aus dem Blues getilgt und das Spiel auf Tempo und Aggressivität ausgerichtet. Speed Metal und besonders Thrash Metal, mit den so genannten Big Four Slayer, Megadeth, Anthrax und Metallica, wirkten als wichtiger Katalysator der Entwicklung der Metal-Szene. Nachfolgende Stil- und Szene-Entwicklungen die als Extreme Metal zusammengefasst werden, werden auf diesen Entwicklungsschritt zurückgeführt. Black Metal und Death Metal sowie einige Entwicklungen unter dem Oberbegriff Alternative Metal werden als Folgeerscheinungen des Thrash Metals betrachtet. Thrash Metal und Speed Metal als Mitte der 1980er-Jahre entstandene schnellere und aggressivere Spielformen des Metals sprachen ein jüngeres Publikum an und wurden anfangs von den Anhängern der von Weinstein als Lite- und Classic Metal kategorisierten Metal-Szene abgelehnt. Dabei galten die Stile als geradezu fundamentalistische Überprüfung und Besetzung essentieller Aspekte der Formsprache des Metals. So galt die Musik als Opponieren gegen eine popkulturelle Vereinnahmung des Metals mittels des Glam Metals durch eine ästhetische, musikalische und ideologische Rückbesinnung auf Ur-Interpreten der Musik wie Motörhead.
Kulturell und musikalisch folgte auf Speed- und Thrash-Metal eine Fülle an musikalischen Entwicklungen die mit einer Dezentralisierung unterschiedlicher Spielweisen des Metals einhergingen. Überwiegend aus Großbritannien und den Vereinigten Staaten stammender „Classic Metal“ der 1980er-Jahre standen verschiedene Genrenischen gegenüber, die sich nicht gemein lokal zusammenfassen ließen. Der Soziologe Keith Kahn-Harris führt unter anderem Death Metal, Black Metal und Doom Metal als solche Nischen an und fasst diese unter dem Oberbegriff Extreme Metal zusammen. Extreme Metal sei gegenüber dem Classic Metal deutlich unpopulärer und würde „von einem weltweiten, völlig dezentralisierten Netzwerk produziert, gehört und diskutiert. Weil diese Szene dezentral ist, konnten auch Bands und Fans aus Ländern, die nicht zum ›Kern‹ des traditionellen angloamerikanischen Musikgeschäfts zählen, zur Entwicklung beitragen.“

## Form und Funktion
Seit dem Aufkommen des Thrash Metal fungieren Spielweisen des Extreme Metal als kulturell und musikalisch transgressive Ereignisse in der Entwicklung des Metals. Die Spielweisen des Extreme Metal eint die Radikalisierung einer oder mehrerer musikalischer, ästhetischer oder kultureller Aspekte des Metals. Damit lotet der Extreme Metal neue Möglichkeiten des Ausdrucks aus. Oft von kleinen Keimzellen ausgehend, entwickelten sich aus diesen Radikalisierungen neue musikalische und kulturelle Strömungen innerhalb des Metals, die wiederum zu neuen Szeneströmungen sowie weiteren Entwicklungen führen können. Gemein sind den Spielweisen des Extreme Metal in ihren Ursprüngen musikalischer Fundamentalismus und Purismus der meist als Abgrenzung zum Mainstream erfolgte. Dennoch ist die Übertragung der Spielweisen des Extreme Metal durch kulturindustrielle Verwertung in Formen eines Mainstream der Minderheiten eine häufige Reaktion auf den Erfolg einzelner Akteure. So führt Kahn-Harris Mathcore/Jazzcore, Grunge, Gothic Metal sowie Black Metal und Dark Metal als sich verselbständigte und ökonomisch Erfolgreiche Formen einer derartigen Transgression an.